# 顧村公園駅
座標: 北緯31度20分47秒 東経121度22分5秒 / 北緯31.34639度 東経121.36806度
顧村公園駅（こそんこうえん-えき）は、中華人民共和国上海市宝山区に位置する上海軌道交通7号線および15号線の駅である。計画時の名称は顧村駅。

## 駅構造
島式ホーム各1面2線、計2面4線を有す地下駅。
| 番線                    | 路線   | 行先           | 備考 |
| ----------------------- | ------ | -------------- | ---- |
| 7号線ホーム（地下2階）  |        |                |      |
| 1                       | 7号線  | 美蘭湖方面     |      |
| 2                       | 7号線  | 花木路方面     |      |
| 15号線ホーム（地下2階） |        |                |      |
| 3                       | 15号線 | 紫竹高新区方面 |      |
| 4                       | 15号線 | 到着ホーム     |      |

## 駅周辺
- 顧村公園

## 歴史
- 2010年12月28日 - 7号線開業。
- 2021年1月23日 - 15号線開業[3]。

## 隣の駅
上海軌道交通
 7号線
劉行駅 - 顧村公園駅 - 祁華路駅
 15号線
顧村公園駅 - 錦秋路駅